# Manifesta

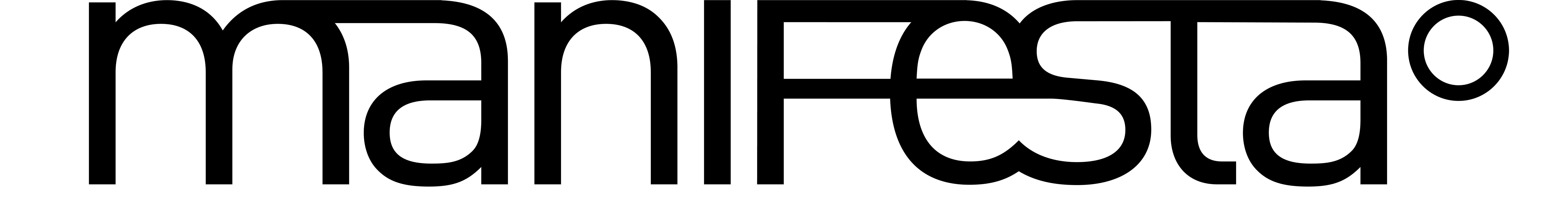
Manifesta logo

Manifesta e o expoziție bienală de artă vizuală contemporană, cu sediu la Rotterdam, care organizează în diferite orașe propriile inițiative expozitive.

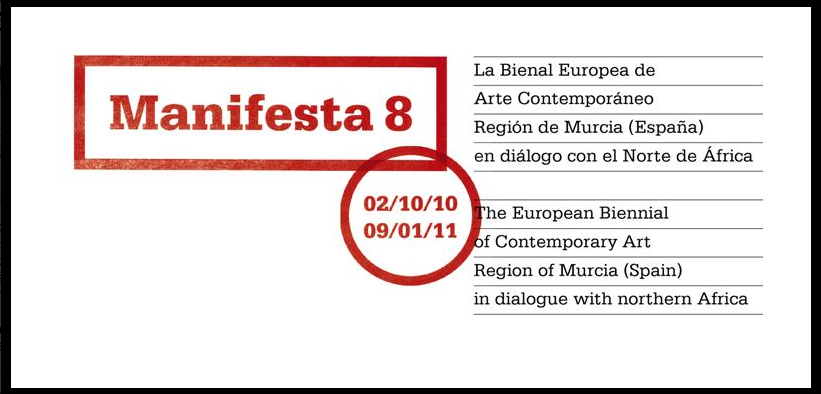
Manifesta 8 (2010)
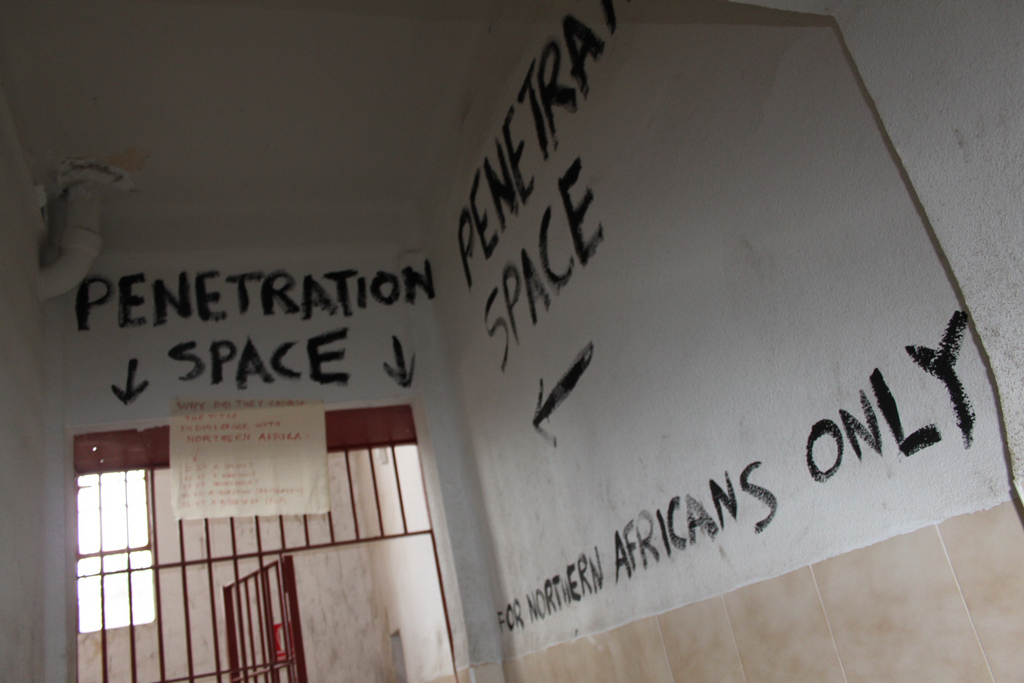
Manifesta 8

## Alte evenimente internaționale majore de artă contemporană
- Bienala de la Istanbul, Turcia
- Bienala de la Veneția, Italia
- Bienala de la Sao Paolo, Brazilia
- documenta din Kassel, Germania